# Вишнёвый (Кольчугинский район)
Вишнёвый — посёлок сельского типа в Кольчугинском районе Владимирской области, входит в состав Раздольевского сельского поселения.

## География
Расположено в 8 км на юг от центра поселения посёлка Раздолье и в 13 км на юго-восток от районного центра города Кольчугина.

## История
Возник как центральная усадьба фруктово-ягодного совхоза «Рабочий» Завалинского сельсовета Кольчугинского района. 
В 1966 году посёлок центральной усадьбы совхоза «Рабочий» был переименован в посёлок Вишневый. 
В 1990-е годы посёлок являлся центром Завалинского сельсовета, с 2005 года — в составе Раздольевского сельского поселения.

## Население
| 2002 | 2010 | 2021 |
| ---- | ---- | ---- |
| 374  | ↘292 | ↘258 |

## Инфраструктура
В посёлке имеются почта, библиотека, филиал Кольчугинской ЦРБ, работает сельский дом культуры, лесопромышленное предприятие. В Вишнёвом находится усадьба XIX века «Завалино».

## Транспорт
Пригородный автобусный маршрут № 108 связывает Вишнёвый с районным центром Кольчугино.

## Экономика
Бывший совхоз «Рабочий» прошел техническое перевооружение и преобразован в юридическое лицо ООО «Рабочий», успешно поставляя в торговые предприятия цельное молоко местного производства.